# Dendrobium carnicarinum
Dendrobium carnicarinum är en orkidéart som beskrevs av Paul J. Kores. Dendrobium carnicarinum ingår i släktet Dendrobium, och familjen orkidéer. Inga underarter finns listade i Catalogue of Life.